# (2389) Dibaj
(2389) Dibaj (1977 QC1) – planetoida z grupy pasa głównego asteroid okrążająca Słońce w ciągu 3,82 lat w średniej odległości 2,44 au. Odkryta 19 sierpnia 1977 roku.